# مادة ناقلة للرسائل الكيميائية
المواد الناقلة للرسائل/الإشارات الكيميائية أو كيميائيات التواصل وقد تترجم أحياناً إلى أشباه الكيميائيات ( Semiochemicals)من اليونانية "σημεῖον " (semeion) بمعنى "إشارة" هي مادة كيميائية أو خليط يفرزه الكائن الحي كالحشرات أو النباتات ويؤثر على سلوكيات الأفراد الآخرين. يمكن تقسيم هذا النوع من التواصل الكيميائي إلى فئتين عريضتين: الاتصال بين الأفراد من نفس النوع (داخل النوع) أو الاتصال بين الأنواع المختلفة (بين الأنواع).
يستخدم عادة في مجال علم البيئة الكيميائية ليشمل الفيرومونات والمواد الكيميائية الأليلية(Allelochemicals) كالألومونات والكيارومونات بالإضافة إلى المواد الجاذبة والطاردة.
تستخدم العديد من الحشرات، بما في ذلك الحشرات الطفيلية، هذه المواد. الفيرومونات هي إشارات داخل النوع تساعد في العثور على رفقاء وموارد الغذاء والمواطن والتحذير من الأعداء وتجنب المنافسة. الإشارات بين الأنواع المعروفة باسم الألومونات والكايرومونات لها وظائف مماثلة.

## التطبيقات والاستخدام
يمكن استخدام هذه المواد في مكافحة الآفات ومراقبتها. فهي لا تقتل الآفات بشكل مباشر، بل إنها تتداخل مع تواصلها وتغير أو تعطل السلوك الطبيعي للآفة. وللسيطرة على الآفات، تتطلب بعض منتجات الحماية البيولوجية هذه استخدام الأفخاخ.
ويمكن استخراج هذه المركبات من الكائن الحي أو إنتاجها صناعيًا لمحاكاة المركب الطبيعي. تستخدم الكائنات الحية هذه الكيميائيات للتواصل مع بعضها البعض.
هناك ثلاث طرق رئيسية تتدخل بها المواد الكيميائية شبه الكيميائية في سلوك الآفة:
الجذب: تعمل المواد الكيميائية شبه الكيميائية كإغراء وتجذب الآفة نحوها، حيث يمكنك اصطيادها.
تعطيل/ارتباك التزاوج: تربك المواد الكيميائية شبه الكيميائية الآفة وتضللها. وهذا يمنع الآفة من العثور على أزواج محتملين. ونتيجة لذلك، لا تستطيع الآفة التكاثر، وينخفض تعداد الآفات.
التنافر: تدفع بعض هذه المواد الآفات بعيدًا عن المحاصيل، مما يمنعها من إتلافها.

## روابط خارجية
- Rutledge، Claire E. (1996). "A Survey of Identified Kairomones and Synomones Used by Insect Parasitoids to Locate and Accept Their Hosts". Chemoecology. ج. 7 ع. 3: 121–131. Bibcode:1996Checo...7..121R. DOI:10.1007/BF01245964. S2CID:40129088.
- Article on Semiochemicals, helsinki.fi